# Bildnis Leendert van der Cooghen mit großem Hut
Das Bildnis Leendert van der Cooghen mit großem Hut ist ein Cornelis Pietersz. Bega zugeschriebenes Porträt seines Haarlemer Zeitgenossen Leendert van der Cooghen (1632–1681) von ca. 1653/54. Das kleinformatige Pergament ist 113 Millimeter hoch und 94 Millimeter breit und befindet sich im Inventar des British Museum in London. 

## Bildbeschreibung
Lange Zeit wurde die Zeichnung für ein Porträt Cornelis Begas gehalten und entweder Leendert van der Cooghen (1632–1681) oder Cornelis Visscher (1628/29–1658) aus dem Haarlemer Künstlerumfeld Begas zugeschrieben. Laut Baukje Coenen kann diese Annahme, es handle sich um ein Selbstporträt Begas, ausgeschlossen werden, denn die nach oben blickende Haltung wäre untypisch. Auch wenn Visscher ein großer Meister im Pergamentzeichnen war, sei sein Stil zu jener Zeit wesentlich detaillierter und plastischer und resultierte in hellen, klaren Bildern. Der freie Stil des ovalen Porträts ist weniger schematisch, es ist ein Nebeneinander gleichmäßiger Schraffurmuster und flüssiger Linien (etwa das lockige Haar). Die sich in unterschiedlichen Winkeln überlagernden Schraffuren, die einen zufälligen Eindruck machen, sind ein charakteristisches Stilmerkmal der Zeichnungen Begas. 
Die Identität des Abgebildeten lässt vor allem durch die eher zierliche als große Nase auf van der Cooghen und nicht auf Bega schließen. 

## Provenienz
Die erste schriftlich festgehaltene Provenienz geht auf die Sammlung der Familie Feitama in das Jahr 1695 zurück. Das Bildnis landete in der Sammlung van der Marck und wurde auf einer Auktion durch Johan Goll van Franckenstein erworben und 1833 weiterverkauft. 1836 fand es als Teil der Sammlung Sheepshanks Eingang in das British Museum und dort durch Hind im Jahr 1926 katalogisiert. Die Zuschreibungen und Bildbeschreibungen änderten sich über die Zeit viele Male.    